# Piotrowice (przystanek kolejowy)
Piotrowice – zlikwidowany przystanek kolei wąskotorowej (Kołobrzeska Kolej Wąskotorowa) w Piotrowicach, w województwie zachodniopomorskim, w Polsce.